# 葡萄牙歐雅羅魚
葡萄牙歐雅羅魚（学名：Achondrostoma occidentale）為輻鰭魚綱鯉形目雅羅魚科歐雅羅魚屬的其中一種，被IUCN列為瀕危保育類動物，分布於歐洲葡萄牙埃斯特雷馬杜拉及西班牙淡水流域，本魚體細長而側扁，側線明顯，側線鱗40-43枚，吻尖，體長可達9.5公分，棲息在溪流底中層水域，夏季時河流水流少，會躲在有植被覆蓋的水域，因農業發展取水、汙染而受到威脅，生活習性不明。

## 扩展阅读
維基物種上的相關：葡萄牙歐雅羅魚